# Pokonji Dol
Pokonji Dol – chorwacka wysepka znajdująca się ok. 2 km na południe od miasta Hvar. Jej powierzchnia wynosi 1,67 ha a długość linii brzegowej 466 m. Należy do archipelagu wysp Paklińskich i jest oddzielona od wyspy Hvar kanałem Paklińskim (Pakleni kanal). Na wyspie znajduje się latarnia morska.